# Rhoshii Wells
Rhoshii Wells, född den 30 december 1976 i Austin, Texas, död 11 augusti 2008 i Nevada, var en amerikansk boxare som tog OS-brons i mellanviktsboxning 1996 i Atlanta. Han förlorade i semifinalen mot den tvåfaldige kubanske OS-mästaren Ariel Hernández. Han blev skjuten och avled den 11 augusti 2008 i Las Vegas.